# Валентіне Демі
Маріса Парра (італ. Marisa Parra; *24 січня 1963), відома як Валентіне Демі (італ. Valentine Demy) — італійська акторка, бодібілдерка, режисерка та порноакторка.

## Біографія
Народився в Пізі. Почала кінокар'єру наприкінці 1980-х, часто знімалася в фільмах еротичного жанру. В середині 1990-х переключилася на головні ролі в порнографічних фільмах.

## Фільмографія
- L'ultima emozione (1987)
- Pomeriggio caldo (1988)
- Pathos - Segreta inquietudine (1988)
- Intrigo d'amore (1988)
- Intimo (1988)
- Snack Bar Budapest (1988)
- Dirty Love - Amore sporco (1988)
- Io Gilda (1989)
- Casa di piacere (1989)
- Abatjour 2 (1989)
- Guendalina (1989)
- Lambada blu (1989)
- Hard Car - Desiderio sfrenato del piacere (1989)
- Il sofà (1990)
- Sapore di donna (1990)
- Malizia oggi (1990)
- Paprika (1991)
- Lolita per sempre (1991)
- Abbronzatissimi (1991)
- Scatti & ricatti (2007)